# スカイ・フェレイラ
スカイ・フェレイラ（Sky Ferreira、本名:スカイ・トニア・フェレイラ、Sky Tonia Ferreira、1992年7月8日 - ）は、アメリカ合衆国のシンガーソングライター、モデル、女優である。
音楽的には、初期の作品は、ダンス・ポップやシンセ・ポップの要素が濃いものであったが、近作はインディー・ロックやインディー・ポップを試みている。その音楽性は、ラナ・デル・レイやロードとも比較される。音楽的に影響を受けたアーティストは、マドンナ、プリンス、グウェン・ステファニー、ブリトニー・スピアーズ、アリス・クーパー、ナンシー・シナトラ、ザ・ランナウェイズら。2017年にはドラマシリーズ『ツイン・ピークス』に出演している。

## 来歴
2011年、最初のEP『As If!』をリリース。翌年、2枚目のEP『Ghost』をリリースし、批評家筋から概ね好意的な評価を集め、同作収録の楽曲『Everything is Embarrassing』がピッチフォーク・メディア、ガーディアン紙、ロサンゼルス・タイムズ、スピン、FACT、New Yorkといったメディアから、この年のベスト・ソングのひとつとして選ばれた。
2013年、 最初のフルアルバム『Night Time, My Time』をリリース。音楽メディアからは高い評価を集め、ピッチフォーク・メディアはこの年の年間ベスト・アルバム第15位に、ステレオガムは6位に、FACTは2位に選出するなどした。
2014年、アイコナ・ポップと共に、マイリー・サイラスの「バンガーズ・ツアー」にオープニングアクトとして同行することになっている。

## ディスコグラフィ

### スタジオ・アルバム
- Night Time, My Time (2013年)

### EP
- As If! (2011年)
- Ghost (2012年)
- Night Time, My Time: B-Sides, Part 1 (2013年)

### ミュージック・ビデオ
- Omanko (2014年)

## 出演作品

### 映画
| 年   | 邦題 原題                                                 | 役名                   | 備考                  |
| ---- | --------------------------------------------------------- | ---------------------- | --------------------- |
| 2008 | A Cross the Universe                                      | 本人                   | カメオ出演            |
| 2010 | Putty Hill                                                | ジェニー               |                       |
| 2011 | The Wrong Ferarri                                         | 本人                   | カメオ出演            |
| 2013 | IRL                                                       | エンジェル             | 短編映画              |
| 2013 | グリーン・インフェルノ The Green Inferno                  | ケイシー               |                       |
| 2016 | ダーティー・コップ The Trust                              | 女                     |                       |
| 2016 | エルヴィスとニクソン 〜写真に隠された真実〜 Elvis & Nixon | シャーロット           |                       |
| 2017 | ベイビー・ドライバー Baby Driver                          | ベイビーの母           |                       |
| 2018 | ロード・オブ・カオス Lords of Chaos                       | アン＝マリット         |                       |
| 2018 | シングルマザー ブリジットを探して American Woman          | ブリジット・キャラハン |                       |
| 2023 | レプタイル -蜥蜴- Reptile                                 |                        | Netflixオリジナル映画 |

### テレビ番組
| 年   | タイトル                               | 役名 | 備考            |
| ---- | -------------------------------------- | ---- | --------------- |
| 2017 | ツイン・ピークス Twin Peaks            | エラ | シーズン3 第9章 |
| 2020 | トワイライト・ゾーン The Twilight Zone | Fiji | シーズン2 第4話 |